# Dealul Rădoaia
Dealul Rădoaia este situat la 3–4 km la nord-vest de localitatea cu aceeași denumire, raionul Sîngerei. Altitudinea absolută este de peste 340 m, adică este mai înalt cu aproximativ 170 m decât altitudinea medie a Stepei Bălților. Partea superioară a dealului Rădoaia este ocupată de o pădure naturală, preponderent stejărișuri cu cireș, tei etc. care se alternează cu poienițe. Pe culmea dealului se afla cândva un areal de vegetație hidrofilă. Predomină soluri cenușii tipice sub stejăret de pe versantul de nord și un areal de vertisol ocric pe platoul cu vegetație hidrofilă .